# Joel Rogosin
Joel Donn Rogosin (* 30. Oktober 1932 in Boston, Massachusetts; † 21. April 2020 in Woodland Hills, Los Angeles) war ein US-amerikanischer Filmproduzent und Drehbuchautor.

## Leben
Joel Rogosin studierte an der Stanford University. Er begann seine Karriere 1957 mit einem Job als Laufbursche in der Postabteilung von Columbia Pictures. Anschließend arbeitete er als Schnittassistent in der Postproduktion. Bereits zwei Jahre später debütierte er mit einem Drehbuch zu einer Folge der Westernserie Pony Express als Drehbuchautor. Zwei weitere Jahre später, debütierte er als Produzent für die Krimiserie 77 Sunset Strip. Bis zu seinem Karriereende 1990 produzierte er 24 und schrieb an 12 Film- und Fernsehproduktionen mit. Außerdem führte er bei einigen Episoden von zwei Fernsehserien Regie. Insgesamt wurde er für seine Mitarbeit an Der Chef und Magnum drei Mal für einen Emmy nominiert.
Am 21. April 2020 starb Rogosin im Alter von 87 Jahren im Motion Picture & Television Country House and Hospital während der COVID-19-Pandemie in den Vereinigten Staaten an den Folgen einer SARS-CoV-2-Infektion. Ende März war COVID-19 in dem Heim erstmals aufgetreten und vor Rogosin waren dort bereits die Animatorin Ann Sullivan, der Kameramann Allen Daviau und der Schauspieler Allen Garfield an den Folgen von COVID-19 gestorben.

## Filmografie (Auswahl)
- 1961–1962: 77 Sunset Strip (Fernsehserie)
- 1964–1969: Die Leute von der Shiloh Ranch (The Virginian, Fernsehserie)
- 1968: Hängt den Verräter! (Sergeant Ryker)
- 1969–1975: Der Chef (Ironside, Fernsehserie)
- 1969–1971: The Bold Ones: The New Doctors (Fernsehserie)
- 1979: The Gathering, Part II
- 1982: Magnum (Magnum, p.i., Fernsehserie)
- 1983–1984: Knight Rider (Fernsehserie)